# Морея

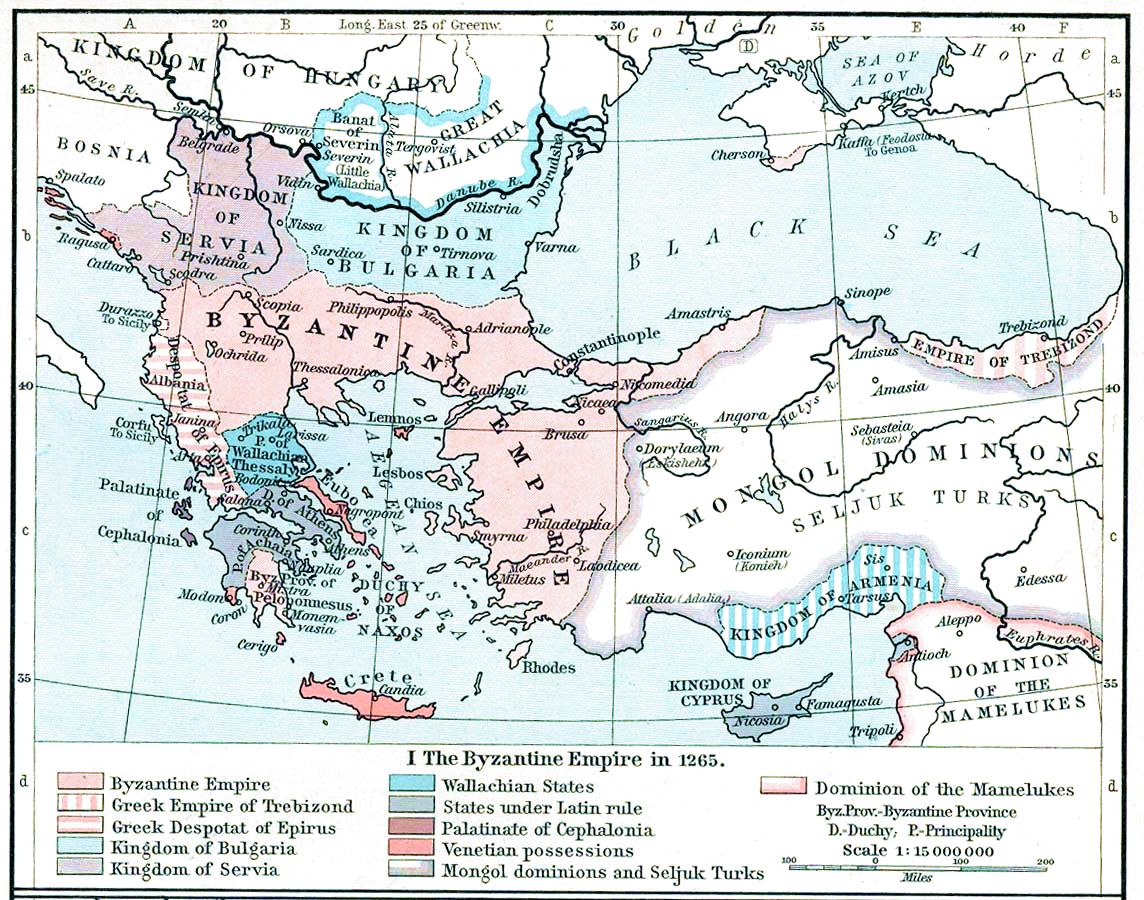
Морея у 1265. Південна Морея (виділено рожевим кольором) належіть Візантії, північна (сірий колір) — Ахейському князівству

Карта середньовічного Пелопоннесу та його основна топоніміка

Море́я (грец. Μωρέας, Μωριάς) — середньовічна назва Пелопоннесу, належала до Візантії, а після її падіння — до Османської імперії. Це також назва провінції Візантії, відома як Морейський деспотат. Нині Морея є територією Грецької Республіки.

## Історія
У XIII столітті після Четвертого хрестового походу і взяття Константинополя хрестоносцями (1204 рік) у Мореї та Аттиці було створено католицьку державу Ахейське князівство. Після відвоювання Константинополя Палеологами в 1261 році частина Пелопоннесу повернулася до їх володінь, проте присутність західних володарів у Мореї збереглася. У XIV-XV століттях Морея (з центром у Містрі) утворювала одну з провінцій Візантії Палеологів — Морейський деспотат, керований родичем імператора — деспотом. У 1460 Морея була цілком підкорена Османською імперією (ненадовго переживши падіння Константинополя).
Півострів було захоплено Франческо Морозіні для Венеційської республіки під час Морейської війни (1684-1699). Правління Венеції не було популярним і Османська імперія отримала Морею у 1714 р. Наприкінці XVIII століття у Мореї почався партизанський рух клефтів, який призвів до Грецької революції 1821-1829 рр. і незалежності Греції у 1830 році.